# Marc de Bonte
Marc de Bonte (Turnhout, 27 februari 1990 – november 2016) was een Belgische kickbokser die bokste in het lichtzwaargewicht en cruisergewicht. Hij won een bronzen medaille op de IFMA World Championships in 2010 en een zilveren medaille in 2012 als amateur. In oktober 2012 debuteerde hij bij Glory. 

## Carrière
De Bonte startte met kickboksen en Muay Thai toen hij zes jaar oud was. Als amateur won hij een bronzen medaille op de IFMA-wereldkampioenschap in Bangkok, Thailand. Hierna won hij een zilveren medaille op de spelen in 2012 in Sint Petersburg, Rusland, waar hij in de finale verloor van Artem Levin.
In 2011 tekende hij bij Muaythai Premier League. Hij vocht één keer in de kortstondige promotie, een verdeelde jurybeslissing tegen Jiri Zak in de Muaythai Premier League: kracht en eer in Padova, Italië op 8 oktober 2011.
Hij versloeg op 10 februari 2012 Michale Buxant met een knock-out in de vijfde ronde bij MasPain in Gek, België, en won zo het Belgisch Kampioenschap.
Het jaar daarop werd De Bonte aangeworven door Glory, 's werelds grootste kickboks organisatie. Op 6 oktober 2012 maakte hij zijn debuut bij Glory 2: Brussels in Brussel, waar hij verloor van Murthel Groenhart door een knock-out door de knie in de tweede ronde van hun 79 kg/175 lb bout.
Hij keerde terug bij Glory 6: Istanbull in Istanboel, Turkije op 6 april 2013 in de 85 kg/187 lb divisie waar hij moest vechten tegen L'houcine Ouzgni. Hij won deze wedstrijd via een knie knock-out vroeg in de eerste ronde, waardoor hij steeg naar de derde plek in Glory's middengewichtranking.
Op 21 december 2013 zou hij tijdens de Glory 13: Tokyo - Welterweight World Championship Tournament in de halve finale in Tokio, Japan vechten tegen Nieky Holzken. De Bonte werd toen om onbekende redenen vervangen door Raymond Daniels. 
Op 8 maart 2014 zou De Bonte vechten tegen Nieky Holzken voor de inaugurele Glory Welterweight (-77.1 kg/170 lb) Championship op Glory 14: Zagreb in Zagreb, Kroatië. Ook deze keer vocht De Bonte niet tegen Holzken. Het gevecht werd geannuleerd vanwege een schouderblessure bij Holzken, die hij opliep tijdens een auto-ongeluk. Het gevecht werd verplaatst naar Glory 16: Denver in Broomfield, Colorado, Amerika dat plaats zou vinden op 3 mei 2014, maar Holzken trok zich wederom terug vanwege zijn terugkerende schouderblessure en werd vervangen door Karapet Karapetyan uit Armenië. De Bonte versloeg Karapet Karapetyan en kroonde zich zo tot "Glory world welterweight champion".
De Bonte raakte in de nacht van 4 op 5 november 2016 vermist, toen hij onderweg was van Turnhout naar zijn vriendin in Best. Zijn lichaam werd op 24 november 2016 gevonden in het Wilhelminakanaal bij Oirschot.

## Kampioenschappen en prestaties

### Kickboxing
- België Kickboxing
  - Belgisch −81 kg/181 lb kampioenschap
- Glory Welterweight Championship 
  - Glory world welterweight champion (Denver 03/05/2014)

- IFMA
  - 2010 IFMA-wereldkampioenschap −81 kg/178 lb bronzenmedaillewinnaar 
  - 2012 IFMA-wereldkampioenschap −81 kg/178 lb zilverenmedaillewinnaar